# Fausto De Stefani
Fausto De Stefani (Asola 11. března 1952) je italský horolezec. Po výstupu na Kančendžengu v roce 1998 se stal šestým člověkem, který vylezl na všechny osmitisícovky. Avšak jeho výstup na Lhoce v roce 1997 je některými zdroji zpochybňován. De Stefani se narodil ve městě Asola v Lombardii. Po složení maturitní zkošky v roce 1970 začal cestovat a o dva roky později se stal instruktorem Italského horolezeckého svazu. V roce 1980 uskutečnil první asijskou expedici a o tři roky později vystoupil na svou první osmitisícovku K2 v rámci italské expedice, jejímž členem byl i Josef Rakoncaj. Následovaly další výstupy, které uskutečňoval se svým přítelem Sergiem Martinim. (V roce 1994 se účastnil víceméně české expedice na Mount Everest.) V roce 1998 vystoupil i na Kančendžengu, svůj poslední chybějící vrchol. Po skončení výstupů na osmitisícovky se De Stefani stal fotografem.

## Úspěšné výstupy na osmitisícovky
- 1983 K2 (8611 m)
- 1985 Makalu (8465 m)
- 1986 Nanga Parbat (8125 m)
- 1986 Annapurna (8091 m)
- 1987 Gašerbrum II (8035 m)
- 1988 Šiša Pangma (8013 m)
- 1988 Čo Oju (8201 m)
- 1989 Dhaulágirí (8167 m)
- 1990 Manáslu (8163 m)
- 1993 Broad Peak (8047 m)
- 1994 Gašerbrum I (8068 m)
- 1996 Mount Everest (8849 m)
- 1997 Lhoce (8516 m)
- 1998 Kančendženga (8586 m)

## Další úspěšné výstupy
- 1979 Mount Kenya (5199 m)
- 1981 Štít Korženěvské (7105 m)
- 1984 Denali (6190 m)
- 2003 Nošak (7492 m)